# Bokang Montjane
Bokang Ramaredi Montjane es una modelo y reina de belleza de Sudáfrica.
Ha participado en Miss Tierra 2007, Miss Internacional 2009 y recientemenete Miss Universo 2011 y Miss Mundo 2011

## Biografía
Antes de competir en Miss Sudáfrica, Montjane participó en Miss Earth 2007, celebrado en Quezon City, donde obtuvo la belleza de un premio de la causa y se coloca como uno de los Top 16 semifinalistas del concurso. Dos años más tarde, compitió en Miss International 2009, en Chengdu, China.

## Miss Sudáfrica
Montjane, que se encuentra 1,75 m (5 pies 9 pulgadas) de altura, compitió como una de las 12 finalistas en el concurso de su país de belleza nacional, Miss Sudáfrica, que se celebró en Sun City el 12 de diciembre de 2010, donde se convirtió en el ganador del título, ganando el derecho de representar a Sudáfrica en Miss Universo 2011 y Miss Mundo 2011.

## Enlaces
- Official Miss South Africa website

- Datos: Q3641668